# Eugyra pedunculata
Eugyra pedunculata är en sjöpungsart som beskrevs av Traustedt 1886. Eugyra pedunculata ingår i släktet Eugyra och familjen kulsjöpungar.
Artens utbredningsområde är Norra Ishavet. Inga underarter finns listade i Catalogue of Life.